# 컬럼비아 픽처스의 영화 목록
이 목록은 컬럼비아 픽처스에서 제작/배급한 영화를 기록한 것이다.

## 작품 목록
- 컬럼비아 픽처스의 영화 목록 (1990-1999년)
- 컬럼비아 픽처스의 영화 목록 (2000-2009년)
- 컬럼비아 픽처스의 영화 목록 (2010-2019년)
- 컬럼비아 픽처스의 영화 목록 (2020-2029년)

## 같이 보기
- 컬럼비아 픽처스
- 트라이스타 픽처스의 영화 목록
- 스크린 젬스
- 소니 픽처스 클래식스
- 분류:제작사별 영화 목록